# 未利用地
未利用地（みりようち）とは、日本の既成市街地内の更地（さらち）、遊休化した工場、駐車場等、有効に利用されていない土地。
使用目的の明確でない空地（くうち）等も含まれ、市街地内に多く存在することで都市の活性が低下したイメージを与える。敷地整序型土地区画整理事業等では、これら市街地内の未利用地の有効活用に対して弾力的に活用できる。